# دوشیزه جهان ۲۰۱۶
دوشیزه جهان ۲۰۱۶ (انگلیسی: Miss Universe 2016)؛ ۶۵مین دوره دوشیزه جهان بود که در ۳۰ ژانویه ۲۰۱۷ در ورزشگاه بازار آسیا، پاسای، کلانشهر مانیل و فیلیپین برگزار شد. ایریس میتنار از فرانسه توانست برنده این رویداد شود.